# Варшавская площадь (Санкт-Петербург)
Варша́вская площадь — упразднённая площадь в Адмиралтейском районе Санкт-Петербурга. Находится между Обводным каналом и бывшим Варшавским вокзалом.

## История
Площадь перед зданием Варшавского вокзала появилась в 1859 году, после перестройки прежнего здания вокзала, построенного в 1853 году. Названа Варшавской в 1950-х годах.
В 2004 году Варшавский вокзал был закрыт. Здание было сохранено в качестве памятника архитектуры. С 2006 года в нём находится торговый центр «Варшавский экспресс». Сюда же из-под Пушкина (Шушары) был переведён Музей железнодорожной техники.
18 мая 2018 года Варшавская площадь была упразднена.

## Достопримечательности
Рядом с Варшавской площадью находятся: 
- Церковь Вознесения Христова
- Здание Варшавского вокзала
- Музей Октябрьской железной дороги
- Обводный канал
- Варшавский мост[2]

## Транспорт
- Метро:
  - Станция «Балтийская»
  - Станция «Фрунзенская»
- Автобусы:
  - Остановка «Измайловский проспект»: № 265, 70, 1М, К-252
  - Остановка «Набережная Обводного канала» (на Измайловском проспекте): № К-252, 71, 1М[3]